# Jagdishpur
Jagdishpur è una suddivisione dell'India, classificata come municipality, di 28.071 abitanti, situata nel distretto di Bhojpur, nello stato federato del Bihar. In base al numero di abitanti la città rientra nella classe III (da 20.000 a 49.999 persone).

## Geografia fisica
La città è situata a 25° 28' 60 N e 84° 25' 0 E e ha un'altitudine di 61 m s.l.m..

## Società

### Evoluzione demografica
Al censimento del 2001 la popolazione di Jagdishpur assommava a 28.071 persone, delle quali 14.587 maschi e 13.484 femmine. I bambini di età inferiore o uguale ai sei anni assommavano a 5.156, dei quali 2.644 maschi e 2.512 femmine. Infine, coloro che erano in grado di saper almeno leggere e scrivere erano 14.118, dei quali 8.778 maschi e 5.340 femmine.